# Firth of Forth

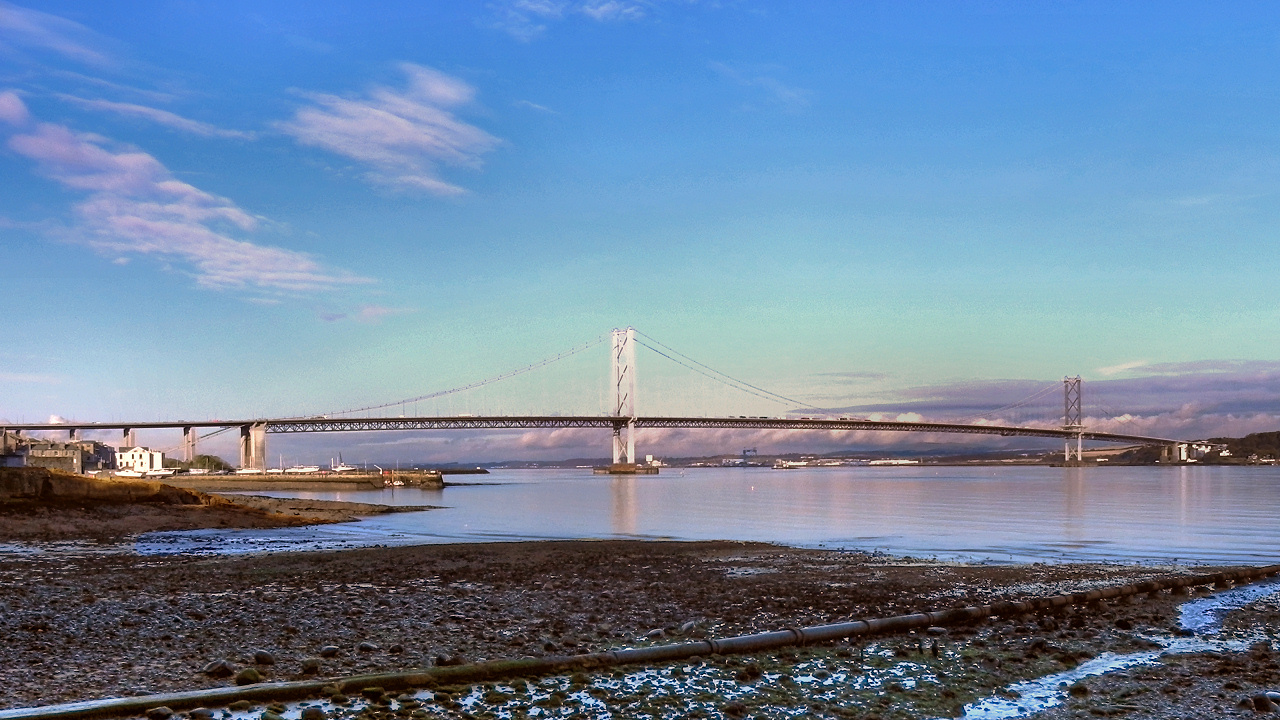
Firth of Forth sous le pont de Forth

Le Firth of Forth, en gaélique écossais Linne Foirthe, littéralement « fleuve noir », est l'estuaire, ou firth, du fleuve écossais Forth.

## Géographie
En ce lieu, compris entre le council area de Fife au nord, et ceux de West Lothian, de la Cité d'Édimbourg et de l'East Lothian au sud, le Forth se jette dans la mer du Nord.
Géologiquement, le Firth of Forth est un fjord creusé lors de la dernière période glaciaire sur une côte au relief doux, d'où sa largeur et son empâtement par des moraines. 
De nombreuses villes se trouvent sur l’estuaire, ainsi que le complexe pétrochimique de Grangemouth et de nombreuses industries.
Le firth était traversé par trois ponts dont un pont autoroutier et un pont ferroviaire. En 2008, un quatrième pont a été inauguré, le pont du Clackmannanshire.

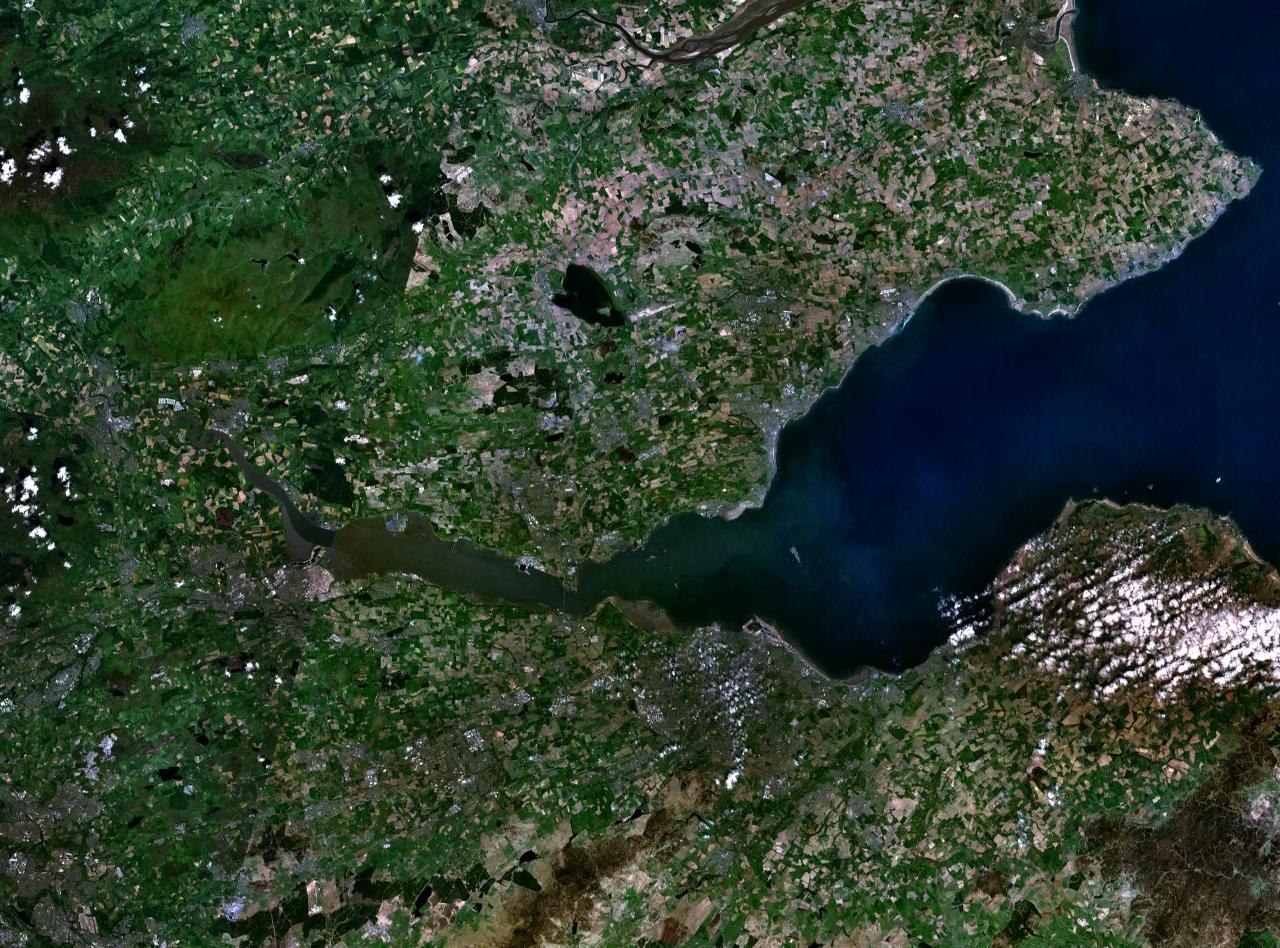
Image satellite du Firth of Forth.

En juillet 2007, un service de passagers en aéroglisseur a été testé pendant deux semaines entre Portobello, Édimbourg et Kirkcaldy. Le service (nommé « Forthfast ») a été salué comme un succès opérationnel majeur, avec un remplissage moyen de 85 %. Il a été estimé que le service pourrait réduire la congestion pour les navetteurs sur la route et les ponts ferroviaires en transportant environ 870 000 passagers par an.
Le firth est un lieu réputé pour la conservation de la nature, il est reconnu comme un site d'intérêt scientifique particulier. Il accueille près de 90 000 oiseaux marins chaque année et possède un observatoire ornithologique sur l'île de May.
En 2008, une tentative controversée pour permettre le transfert de pétrole entre navires dans l'estuaire a été refusée. Une société nommée « SPT Marine Services » avait demandé la permission de transférer 7,8 millions de tonnes de pétrole brut par an entre tankers. Les propositions ont rencontré l'opposition déterminée de la part de groupes pour la préservation de l’environnement.

## Histoire
Les rivages du Firth of Forth sont évangélisés par plusieurs saints, tel saint Baldred au VIIIe siècle, ermite de l'île de Bass Rock.

## Référence
- (en) Cet article est partiellement ou en totalité issu de l’article de Wikipédia en anglais intitulé « Firth of Forth » (voir la liste des auteurs).